# Calladelphia
Calladelphia là một chi bướm đêm thuộc họ Geometridae.